# Symphanes aciculata
Symphanes aciculata är en stekelart som beskrevs av Forster 1862. Symphanes aciculata ingår i släktet Symphanes och familjen bracksteklar. Inga underarter finns listade i Catalogue of Life.